# Campionat de França de Rugbi Top-14 2017-2018
El Campionat de França de Rugbi Top-14 2017-2018 està organitzat per la Lliga Nacional de Rugbi de França. El vigent campió és el Clermont Auvergne que guanyà l'Escut de Brennus la temporada passada. S'inicià el 26 d'agost del 2017 e acabà el 2 de juny del 2018 amb la victòria del Castres Olympique.

## Fase preliminar
| Clubs                 | SUA     | USBB    | CABC    | CO      | ASM     | SR      | LOU     | MHRC    | USO     | SP      | RCF     | SF      | RCT     | ST      |
| --------------------- | ------- | ------- | ------- | ------- | ------- | ------- | ------- | ------- | ------- | ------- | ------- | ------- | ------- | ------- |
| SU Agen               |         | 10 – 15 | 27 – 13 | 30 – 3  | 27 – 17 | 15 – 20 | 6 – 25  | 31 – 29 | 36 – 21 | 14 – 20 | 23 – 19 | 29 – 13 | 26 – 24 | 25 – 52 |
| US Bordeaux Bègles    | 33 – 23 |         | 27 – 27 | 6 – 7   | 32 – 25 | 29 – 19 | 19 – 10 | 47 – 17 | 20 – 26 | 19 – 18 | 15 – 39 | 30 – 10 | 30 – 27 | 19 – 25 |
| CA Brive-Corrèze      | 15 – 12 | 22 – 20 |         | 27 – 22 | 9 – 11  | 10 – 19 | 25 – 27 | 29 – 10 | 33 – 30 | 16 – 21 | 6 – 25  | 20 – 19 | 13 – 12 | 19 – 22 |
| Castres Olympique     | 43 – 28 | 33 – 19 | 37 – 28 |         | 29 – 23 | 31 – 15 | 33 – 22 | 17 – 22 | 54 – 3  | 27 – 29 | 13 – 18 | 28 – 6  | 20 – 19 | 28 – 23 |
| Clermont Auvergne     | 35 – 26 | 33 – 3  | 62 – 6  | 27 – 31 |         | 21 – 17 | 39 – 18 | 29 – 30 | 12 – 18 | 38 – 14 | 23 – 21 | 33 – 10 | 21 – 16 | 36 – 26 |
| Stade rochelais       | 47 – 6  | 31 – 20 | 33 – 24 | 18 – 26 | 51 – 20 |         | 19 – 15 | 26 – 14 | 57 – 12 | 44 – 14 | 16 – 9  | 31 – 7  | 20 – 27 | 37 – 21 |
| Lyon OL U             | 71 – 17 | 49 – 14 | 29 – 14 | 37 – 12 | 36 – 10 | 15 – 19 |         | 32 – 24 | 52 – 18 | 35 – 23 | 22 – 24 | 44 – 3  | 15 – 6  | 9 – 17  |
| Montpellier HRC       | 48 – 19 | 11 – 10 | 54 – 10 | 45 – 7  | 28 – 24 | 40 – 24 | 38 – 17 |         | 37 – 6  | 45 – 13 | 41 – 3  | 28 – 16 | 43 – 20 | 32 – 22 |
| US Oyonnax            | 12 – 10 | 9 – 39  | 40 – 17 | 19 – 32 | 32 – 32 | 38 – 38 | 39 – 18 | 30 – 43 |         | 16 – 19 | 12 – 16 | 33 – 27 | 29 – 26 | 23 – 23 |
| Section Paloise       | 22 – 33 | 27 – 17 | 34 – 15 | 28 – 13 | 22 – 21 | 18 – 15 | 30 – 14 | 16 – 22 | 33 – 12 |         | 24 – 15 | 23 – 25 | 38 – 26 | 11 – 10 |
| Racing Club de France | 42 – 13 | 29 – 13 | 17 – 13 | 25 – 21 | 58 – 6  | 19 – 12 | 17 – 20 | 26 – 0  | 25 – 13 | 23 – 20 |         | 28 – 22 | 17 – 13 | 23 – 19 |
| Stade Français        | 34 – 36 | 22 – 12 | 30 – 22 | 23 – 17 | 50 – 13 | 35 – 24 | 16 – 25 | 31 – 20 | 39 – 35 | 5 – 40  | 27 – 17 |         | 15 – 19 | 33 – 37 |
| Rugby Club Toulonnais | 54 – 5  | 36 – 12 | 41 – 24 | 59 – 13 | 49 – 0  | 26 – 20 | 39 – 11 | 32 – 17 | 49 – 25 | 41 – 14 | 29 – 40 | 43 – 5  |         | 20 – 16 |
| Stade Toulousain      | 30 – 10 | 38 – 37 | 45 – 28 | 31 – 41 | 28 – 18 | 19 – 14 | 20 – 27 | 22 – 14 | 37 – 15 | 23 – 19 | 42 – 27 | 53 – 17 | 18 – 13 |         |

## Classificació
| Classificació general del Top 14 | Classificació general del Top 14 | Classificació general del Top 14 | Classificació general del Top 14 | Classificació general del Top 14 | Classificació general del Top 14 | Classificació general del Top 14 | Classificació general del Top 14 | Classificació general del Top 14 | Classificació general del Top 14 | Classificació general del Top 14 | Classificació general del Top 14 | Classificació general del Top 14 | Classificació general del Top 14 | Classificació general del Top 14 |
| Class.                           | Clubs                            | Pts                              | J                                | G                                | E                                | P                                | B0                               | BD                               | pf                               | pc                               | p±                               | af                               | ac                               | a±                               |
| -------------------------------- | -------------------------------- | -------------------------------- | -------------------------------- | -------------------------------- | -------------------------------- | -------------------------------- | -------------------------------- | -------------------------------- | -------------------------------- | -------------------------------- | -------------------------------- | -------------------------------- | -------------------------------- | -------------------------------- |
| 1.                               | Montpellier HRC                  | 81                               | 26                               | 17                               | 0                                | 9                                | 12                               | 1                                | 752                              | 559                              | 193                              | 99                               | 59                               | 40                               |
| 2.                               | Racing Club de France            | 80                               | 26                               | 18                               | 0                                | 8                                | 5                                | 3                                | 622                              | 478                              | 144                              | 73                               | 45                               | 28                               |
| 3.                               | Stade Toulousain                 | 74                               | 26                               | 16                               | 1                                | 9                                | 4                                | 4                                | 719                              | 595                              | 124                              | 79                               | 62                               | 17                               |
| 4.                               | Rugby Club Toulonnais            | 73                               | 26                               | 14                               | 0                                | 12                               | 9                                | 8                                | 766                              | 507                              | 259                              | 94                               | 52                               | 42                               |
| 5.                               | Lyon OL U                        | 70                               | 26                               | 15                               | 0                                | 11                               | 7                                | 3                                | 689                              | 541                              | 148                              | 78                               | 53                               | 25                               |
| 6.                               | Castres Olympique                | 69                               | 26                               | 15                               | 0                                | 11                               | 4                                | 5                                | 638                              | 624                              | 14                               | 69                               | 66                               | 3                                |
| 7.                               | Stade rochelais                  | 67                               | 26                               | 14                               | 1                                | 11                               | 6                                | 3                                | 686                              | 531                              | 155                              | 82                               | 53                               | 29                               |
| 8.                               | Section Paloise                  | 66                               | 26                               | 15                               | 0                                | 11                               | 2                                | 4                                | 590                              | 584                              | 6                                | 58                               | 66                               | -8                               |
| 9.                               | Clermont Auvergne                | 54                               | 26                               | 11                               | 1                                | 14                               | 4                                | 4                                | 629                              | 687                              | -58                              | 67                               | 77                               | -10                              |
| 10.                              | US Bordeaux Bègles               | 48                               | 26                               | 10                               | 1                                | 15                               | 2                                | 4                                | 557                              | 623                              | -66                              | 54                               | 74                               | -20                              |
| 11.                              | SU Agen                          | 46                               | 26                               | 10                               | 0                                | 16                               | 2                                | 4                                | 537                              | 757                              | -220                             | 59                               | 96                               | -37                              |
| 12.                              | Stade Français                   | 42                               | 26                               | 9                                | 0                                | 17                               | 2                                | 4                                | 540                              | 740                              | -200                             | 58                               | 88                               | -30                              |
| 13.                              | US Oyonnax                       | 39                               | 26                               | 7                                | 3                                | 16                               | 1                                | 4                                | 566                              | 824                              | -258                             | 55                               | 101                              | -46                              |
| 14.                              | CA Brive-Corrèze                 | 36                               | 26                               | 7                                | 1                                | 18                               | 1                                | 5                                | 485                              | 726                              | -241                             | 50                               | 83                               | -33                              |

## Fase final
| Lliguetes prèvies a semifinals | Lliguetes prèvies a semifinals | Lliguetes prèvies a semifinals |
| ------------------------------ | ------------------------------ | ------------------------------ |
| Rugby Club Toulonnais          | 19 – 19                        | Lyon OL U                      |
| Stade Toulousain               | 11 – 23                        | Castres Olympique              |

| Semifinals            | Semifinals | Semifinals        |
| --------------------- | ---------- | ----------------- |
| Montpellier HRC       | 40 – 14    | Lyon OL U         |
| Racing Club de France | 14 – 19    | Castres Olympique |

| Final           | Final   | Final             |
| --------------- | ------- | ----------------- |
| Montpellier HRC | 13 – 29 | Castres Olympique |

| Campió            |
| ----------------- |
| Castres Olympique |